# 제2대 그래프턴 공작 찰스 피츠로이
제2대 그래프턴 공작 찰스 피츠로이(Charles FitzRoy, 2nd Duke of Grafton, KG, FRS, 1685년 8월 31일 ~ 1757년 8월 31일)는 아일랜드와 영국의 정치인이다.

## 생애
찰스는 제1대 그래프턴 공작 헨리 피츠로이와 그래프턴 공작 부인 이사벨라 피츠로이 사이에서 태어났다. 1690년 10월 9일에 아버지의 작위를 물려받았다. 그는 1714년 조지 1세의 대관식에서는 대시종장(Lord High Steward)이었으며, 1715년에는 추밀원 의원이 되고 1721년에는 가터 훈장을 받았다. 그는 또한 1720년에서 1724년까지 아일랜드의 총독으로 있었으며, 1724년부터 죽을 때까지는 시종장(Lord Steward)으로 있었다.
1739년에는 런던의 가장 중요한 자선사업의 하나였던 기아들을 위한 병원(Foundling Hospital)을 신설하는 것을 후원했다. 그는 베드퍼드 공작(Duke of Bedford), 비어 경(Lord Vere), 런던시장과 함께 자선단체들을 위한 첫 번째 위원회에도 참여했다.
그는 우스터 후작 찰스 서머싯의 딸 헨리에타 서머싯과 결혼했다. 그들에게는 7명의 자녀가 있었다.

## 자녀
- 유스턴 백작 찰스 헨리 피츠로이(Charles Henry FitzRoy, Earl of Euston) : (1714년 4월 13일 ~ 1715년 12월 18일)
- 유스턴 백작 조지 피츠로이(George FitzRoy, Earl of Euston) : (1715년 8월 24일 ~ 1747년 7월 7일)
  - 그는 도로시 보일(Dorothy Boyle)과 결혼했다.
    - 알려진 자손은 없다
- 오거스터스 피츠로이(Augustus FitzRoy) : (1716년 10월 16일 ~ 1741년 5월 14일)
  - 부인 : 엘리자베스 코스비(Elizabeth Cosby) => 뉴욕(New York) 식민지 총독(Colonial Governor)을 역임한 윌리엄 코스비(William Cosby)대령의 딸.
    - 아들 : 제3대 그래프턴 공작 오거스터스 피츠로이(Augustus FitzRoy, 3rd Duke of Grafton)
    - 아들 : 제1대 사우샘프터 남작 찰스 피츠로이(Charles FitzRoy, 1st Baron Southampton)
- 찰스 피츠로이(Charles FitzRoy) : (1718년 4월 23일 ~ 1739년 7월 29일)
- 캐롤라인 피츠로이(Caroline Fitzroy) : (1722년 4월 8일 ~1784년 6월 26일)
- 남편 : 제2대 해링턴 백작 윌리엄 스탠호프(William Stanhope, 2nd Earl of Harrington)
  - 아들 : 제3대 해링턴 백작 찰스 스탠호프(Charles Stanhope, 3rd Earl of Harrington)과 6명의 자녀들.
- 해리엇 피츠로이(Harriet FitzRoy) : (1723년 6월 8일 ~ 1735년 8월)
- 이사벨라 피츠로이(Isabella FitzRoy) : (1726년 - 1782년 11월 10일)
- 남편 : 제1대 하트퍼드 후작 프랜시스 세이무어콘웨이(Francis Seymour-Conway, 1st Marquess of Hertford)
  - 아들 : 제2대 하트퍼드 후작 프랜시스 세이무어콘웨이(Francis Seymour-Conway, 2nd Marquess of Hertford)와 12명의 자녀들.
  - 아들 : 휴 시모어 경
- 서자 : 찰스 피츠로이스쿠다모어(Charles FitzRoy-Scudamore)

## 명문가 며느리
그의 둘째 아들 유스턴 백작 조지 피츠로이는 도로시 보일과 결혼 했는데 그녀는 제3대 벌링턴 백작 리처드 보일과 도로시 사빌(Dorothy Saville)의 딸이다. 도로시 사빌은 핼리팩스 후작 윌리엄 사빌과 메리 핀치(Mary Finch)의 딸이다.
메리 핀치는 제2대 노팅엄 백작 다니엘 핀치와 에식스 리치(Essex Rich)의 딸이다. 에식스 리치(Essex Rich)는 제3대 워릭 백작 로버트 리치(Robert Rich, 3rd Earl of Warwick)와 앤 치크(Anne Cheeke)의 딸이다. 앤 치크(Anne Cheeke)는 피르고의 토마스 치크경(Sir Thomas Cheeke of Pirgo)과 에식스 리치(senior Essex Rich)와의 사이에서 태어났다. 에식스 리치(senior Essex Rich)는 로버트 리치 워릭 백작1세(Robert Rich, 1st Earl of Warwick)와 페넬로피 드브로(Penelope Devereux) 리치 여사의 딸이다.
에식스(Essex)는 아마도 그녀의 외할아버지인 제1대 에식스 백작 월터 드브로(Walter Devereux, 1st Earl of Essex)의 이름에서 유래 되었을 것이다. 그녀의 외할머니는 레티스 놀리스(Lettice Knollys)이다.